# Кащевка
Кащевка (укр. Кащівка, до 2016 г. — Жовтневое) — село,
Лутовиновский сельский совет,
Козельщинский район,
Полтавская область,
Украина.
Код КОАТУУ — 5322082503. Население по переписи 2001 года составляло 39 человек.

## Географическое положение
Село Кащевка находится у истоков реки Волчья,
на расстоянии в 1 км расположены сёла Бригадировка и Оленовка.
Рядом проходит железная дорога, станция Зеленовка на расстоянии в 1 км.

## История
Село указано на трехверстовке Полтавской области. Военно-топографическая карта.1869 года как Кащенки